# La Selle-en-Luitré
La Selle-en-Luitré è un comune francese di 562 abitanti situato nel dipartimento dell'Ille-et-Vilaine nella regione della Bretagna.

## Società

### Evoluzione demografica
Abitanti censiti